# Ernest Ganault
Pour les articles homonymes, voir Ganault.
Ernest Ganault, né le 12 mars 1868 à Laon (Aisne) et mort le 22 juin 1936 à Vorges (Aisne), est un homme politique français.

## Biographie
Fils de Gaston Ganault, député de l'Aisne, il est médecin et député de l'Aisne de 1910 à 1919, battant le député qui avait battu son père en 1889. Il siège au groupe de la Gauche radicale.

## Sources
- « Ernest Ganault », dans le Dictionnaire des parlementaires français (1889-1940), sous la direction de Jean Jolly, PUF, 1960 [détail de l’édition]